# Dajan nuur
Il Dajan nuur (in mongolo: Даян нуур) è un lago d'acqua dolce che si trova nella Mongolia occidentale, nella provincia del Bajan-Ôlgij, distretto di Sagsaj. Il lago si trova a un'altitudine di 2.232 m sul livello del mare. La superficie totale del lago è di 67 km², è lungo 18 km e largo 9 km. 10 piccoli fiumi e sorgenti alimentano il lago, emissario è solo
il fiume Hatan che si fonde poi nel fiume Hovd .
Nelle immediate vicinanze del Dajan nuur ci sono due piccoli laghi collegati ad esso da canali: Har nuur (a sud) e Sagsag nuur (a sud-est). Tra il Dajan nuur e il Har nuur c'è un gran numero di laghi carsici molto piccoli (48°19′09.4″N 88°46′11.55″E).